# Burscough
Burscough is een civil parish in het bestuurlijke gebied West Lancashire, in het Engelse graafschap Lancashire met 9493 inwoners.